# Williams FW42
La Williams FW42 è una monoposto costruita dalla scuderia Williams per partecipare al campionato mondiale di Formula 1 2019. A livello prestazionale si tratta della peggiore monoposto mai costruita dalla scuderia inglese.

## Contesto

### Piloti
A fine 2018, sia Lance Stroll che Sergej Sirotkin salutano il team: il canadese passa al neonato team Racing Point di proprietà del padre Lawrence Stroll, mentre il russo si accasa in Renault come terzo pilota. Al loro posto subentrano il debuttante George Russell, campione di Formula 2 nel 2018 e terzo pilota Mercedes e il rientrante Robert Kubica: l'ex pilota di BMW Sauber e Renault torna in Formula 1 dopo 8 stagioni, a seguito di un grave incidente avuto nel 2011 durante il Rally di Andora che ha rischiato di compromettere la sua carriera.

### Abbandono di Martini e nuovi sponsor
Nel febbraio 2018, la Martini, main sponsor della Williams dal 2014, annuncia il ritiro della sponsorizzazione alla fine del campionato 2018. Questo abbandono, unito alla già delicata situazione finanziaria del team, costringe la Williams a dover cercare uno sponsor di rimpiazzo. Oltre a PKN Orlen, sponsor portato in dote da Kubica e il confermato sponsor Rexona, la Williams trova un accordo di sponsorizzazione con la ROKiT, una compagnia telefonica con sede in California, iscrivendo il team ai Gran Premi con il nome di ROKiT Williams Racing.

## Presentazione
La FW42 viene presentata l'11 febbraio 2019 presso la sede di Grove. Presenziano la team principal Claire Williams e i due piloti titolari, viene inoltre presentato il nuovo main sponsor ROKiT.

## Livrea

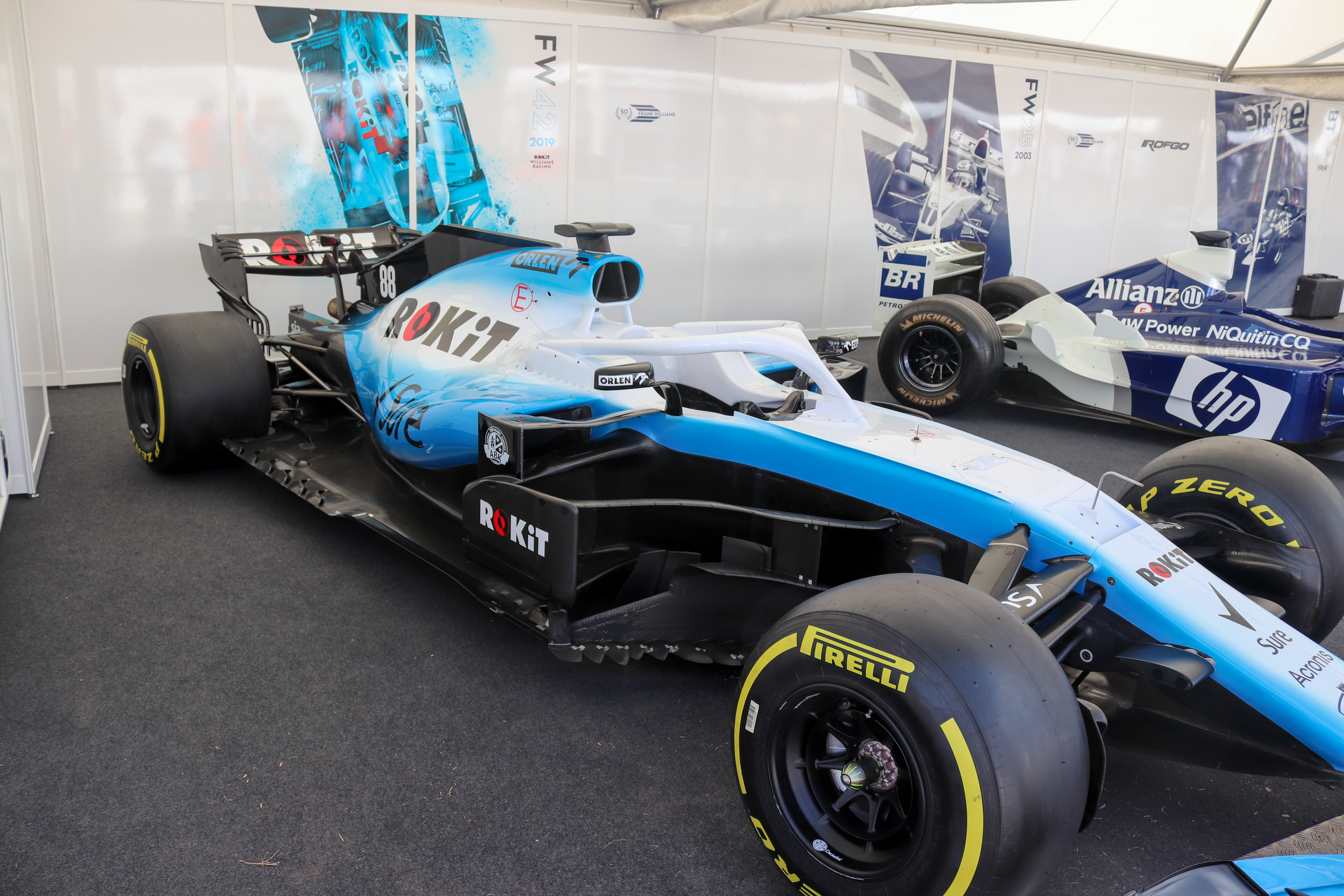
Livrea della FW42 esposta durante il Goodwood Festival of Speed 2019.

La livrea della FW42 è radicalmente diversa da quella delle vetture antenate. I colori dominanti sono il bianco e l'azzurro: questa tonalità appare sull'airscope, ma anche sull'estremità del muso, sui lati e sulle pance della vettura. Azzurra anche l'ala, mentre compare ancora del bianco nella parte centrale del muso e sul cofano motore, oltre all'Halo. C'è anche il colore nero sull'ala posteriore e la pinna del cofano motore, oltreché sui profili verticali dell'ala anteriore. Il main sponsor ROKiT copre tutta la parte del cofano motore e l'ala posteriore, mentre PKN Orlen si trova ai lati dell'airscope, dietro l'ala posteriore e sul muso insieme al già citato ROKiT e agli altri sponsor Rexona (che copre anche entrambe le pance laterali), Acronis e Sofina Foods Inc.

## Caratteristiche tecniche

### Aerodinamica

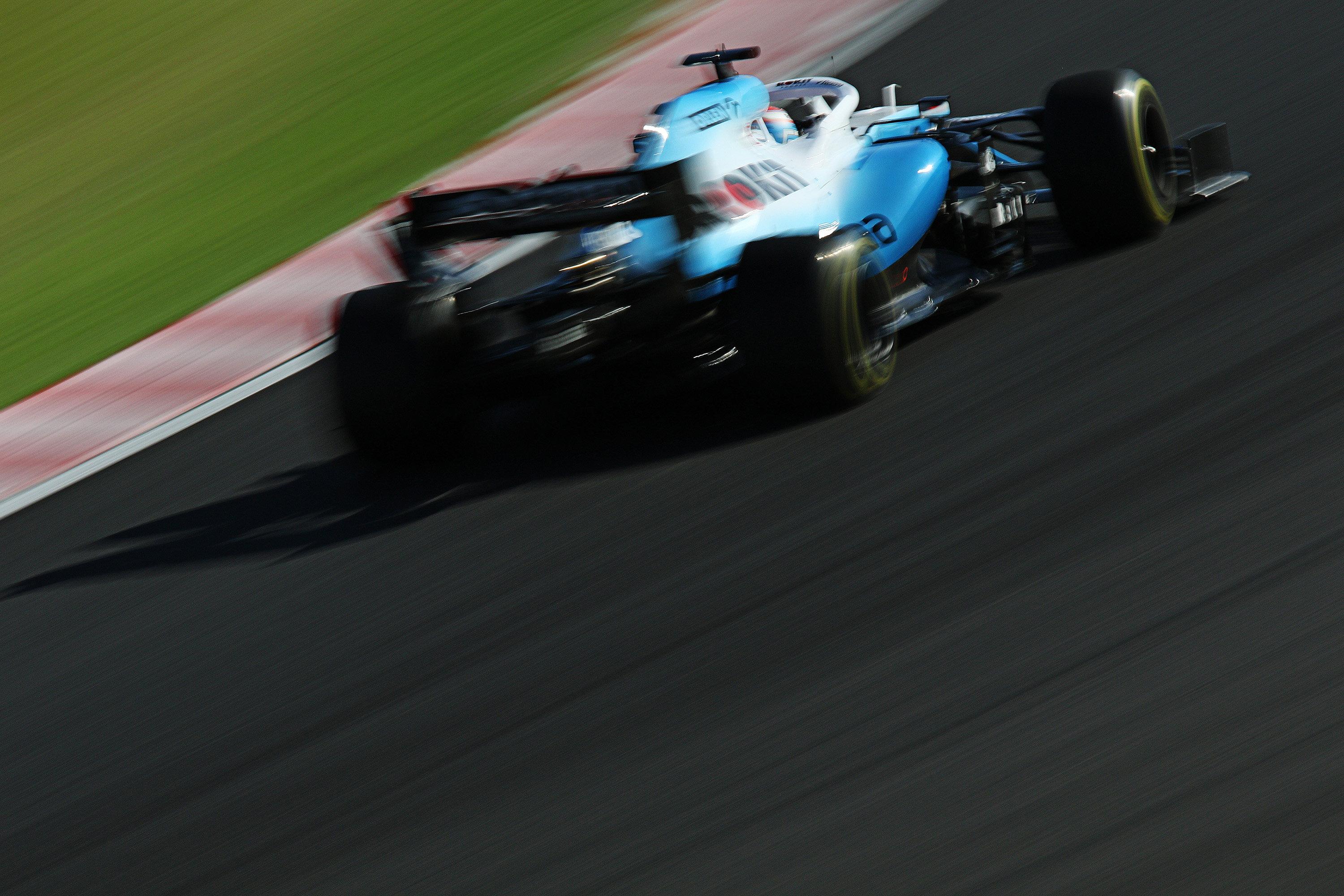
George Russell in azione durante il Gran Premio del Giappone

Come altre vetture presentate, la zona della power unit è stata rastremata e la macchina resa snella e abbassata. Profondi cambiamenti si sono visti anche su alettone posteriore e anteriore con una semplificazione obbligatoria per quest'ultimo per le nuove regole imposte per il 2019 presentando una forma standard: con il bulbo centrale, e i piloni di sostegno con soffiatura che incanalano il flusso nel sotto-vettura. Subito dietro sono presenti le cosiddette zanne, soluzione già portata in passato dalla Mercedes, che fungono da vero e proprio diffusore al contrario: incanalando aria che va a rinvigorire i flussi nel sottovettura spingendoli verso il fondo piatto; discreto l’ingresso e l’uscita S-Duct. Gli specchietti retrovisori, che saranno poi oggetto di polemiche da parte della FIA presentano un doppio supporto, ma soffiato, con una forma “concava” per indirizzare l’aria verso l’imboccatura delle pance laterali, aumentandone così la portata e, contemporaneamente, riducendo l’impatto aerodinamico. Una soluzione volta a cercare di ridurre l’ingresso delle pance stesse e, di conseguenza, aumentare lo svaso delle fiancate.
In tal senso vanno anche i deflettori a ponte, con la parte che si estende orizzontalmente sulle fiancate che presenta le soffiature (di scuola Ferrari) e la parte sopra l’ingresso delle pance a due elementi, che hanno una chiara svergolatura per aumentare la portata d’aria (ingrandimento). I bargeboard presentano una forma similiare a quelli della passata stagione, con la riduzione dell’altezza regolamentare, con diverse soffiature sul marciapiede e una vistosa deriva orizzontatale sopra; quest’elemento lavora in stretta sinergia con le derive sotto l’ingresso delle pance laterali per portare aria nel fondo vettura. L’airbox presenta una forma ad ogiva con al suo interno due setti per dividere l’aria che alimenta la Power Unit, mentre non vi è presenza della pinna, fatta eccezione per una piccola deriva in coda, posta sopra gli scarichi, molto probabilmente per fare da supporto ad una Deck-Wing.

### Meccanica

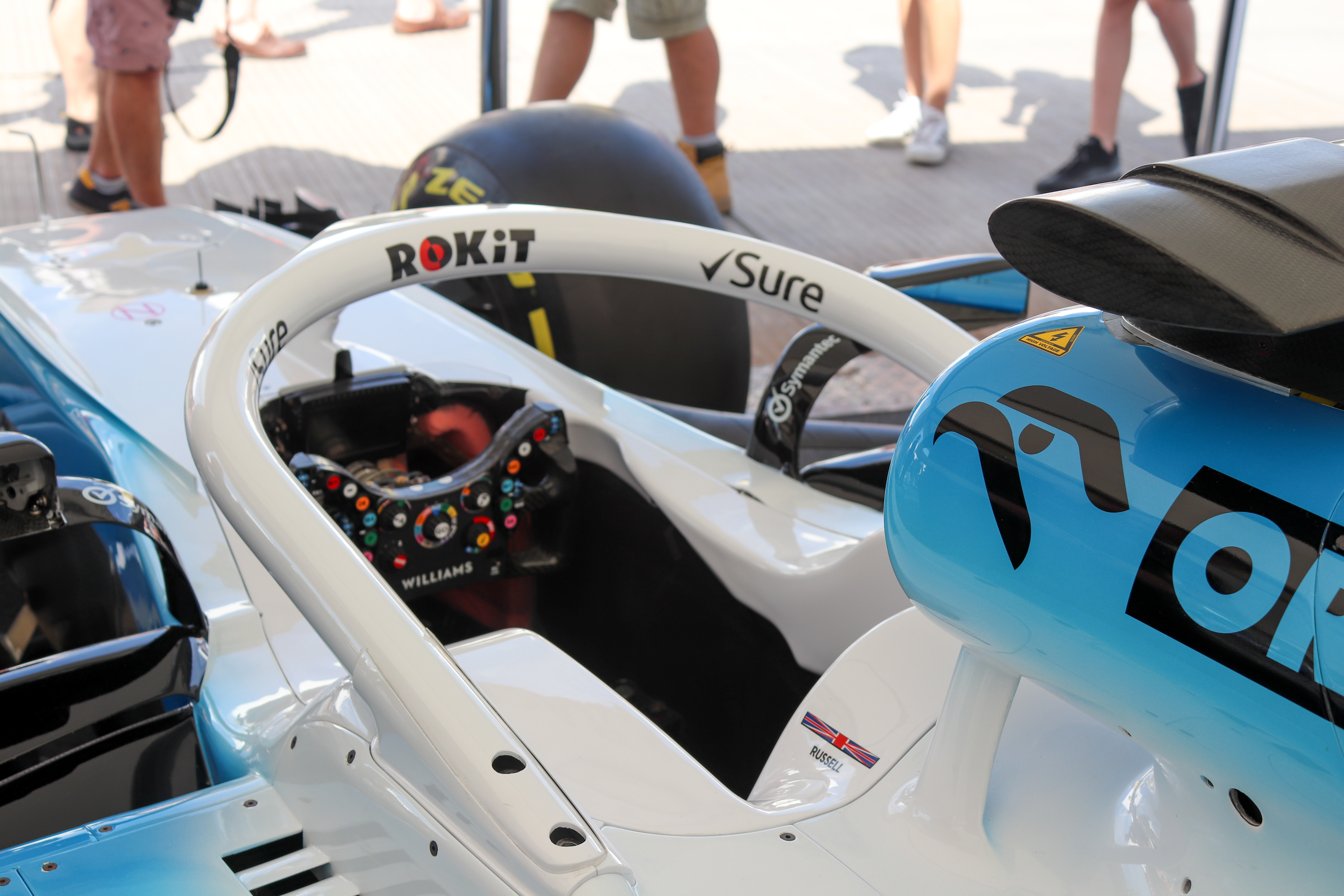
Interno vettura della FW42: da notare il volante che, a differenza degli altri team, è separato dal computer di bordo.

La vera novità riguarda le sospensioni anteriori, che pur mantenendo lo schema push-rod, presenta un braccio superiore, praticamente orizzontale, e con un vistoso bracket (come quello utilizzato nelle sospensioni posteriori) per spostare i cinematismi in alto e migliorare l’aerodinamica frontale della monoposto.
Per quando riguarda la sospensione posteriore è stato confermato il pull-rod abbinato ad un bracket per lasciare spazio di lavoro all’estrattore del diffusore, aumentandone così la portata.
La Power Unit viene fornita per il sesto anno consecutivo da Mercedes, che fornisce al team inglese la nuova specifica AMG M10 EQ Power+, 1.600 6 cilindri a V che dispone di una potenza stimata sui 990 CV, mentre il cambio viene ancora costruito dalla stessa Williams.

## Scheda tecnica
| Caratteristiche tecniche - Williams FW42                          | Caratteristiche tecniche - Williams FW42                           | Caratteristiche tecniche - Williams FW42                           | Caratteristiche tecniche - Williams FW42                                                                  | Caratteristiche tecniche - Williams FW42                                                                  | Caratteristiche tecniche - Williams FW42                                                                  |
| ----------------------------------------------------------------- | ------------------------------------------------------------------ | ------------------------------------------------------------------ | --- | --- | --- |
|                                                                   |                                                                    |                                                                    | | | |
| Configurazione                                                    |                                                                    |                                                                    | | | |
| Carrozzeria: monoposto                                            | Carrozzeria: monoposto                                             | Posizione motore: centrale                                         | Posizione motore: centrale                                                                                | Trazione: posteriore                                                                                      | Trazione: posteriore                                                                                      |
| Dimensioni e pesi                                                 |                                                                    |                                                                    | | | |
| Ingombri (lungh.×largh.×alt. in mm): 5000 mm × 2000 mm × 950 mm   | Ingombri (lungh.×largh.×alt. in mm): 5000 mm × 2000 mm × 950 mm    | Ingombri (lungh.×largh.×alt. in mm): 5000 mm × 2000 mm × 950 mm    | Ingombri (lungh.×largh.×alt. in mm): 5000 mm × 2000 mm × 950 mm                                           | Diametro minimo sterzata:                                                                                 | Diametro minimo sterzata:                                                                                 |
| Interasse: 3680 mm                                                | Interasse: 3680 mm                                                 | Carreggiate: anteriore ? - posteriore ? mm                         | Carreggiate: anteriore ? - posteriore ? mm                                                                | Altezza minima da terra:                                                                                  | Altezza minima da terra:                                                                                  |
| Posti totali: 1                                                   | Posti totali: 1                                                    | Bagagliaio:                                                        | Bagagliaio:                                                                                               | Serbatoio: 105 kg                                                                                         | Serbatoio: 105 kg                                                                                         |
| Masse                                                             | / in ordine di marcia: 733 kg                                      | / in ordine di marcia: 733 kg                                      | / in ordine di marcia: 733 kg                                                                             | / in ordine di marcia: 733 kg                                                                             | / in ordine di marcia: 733 kg                                                                             |
| Meccanica                                                         |                                                                    |                                                                    | | | |
| Tipo motore: Mercedes-AMG M10 EQ Power+ 1.6 V6 a 90° Turbo Ibrido | Tipo motore: Mercedes-AMG M10 EQ Power+ 1.6 V6 a 90° Turbo Ibrido  | Tipo motore: Mercedes-AMG M10 EQ Power+ 1.6 V6 a 90° Turbo Ibrido  | Cilindrata: 1600 cm³                                                                                      | Cilindrata: 1600 cm³                                                                                      | Cilindrata: 1600 cm³                                                                                      |
| Distribuzione: pneumatica                                         | Distribuzione: pneumatica                                          | Distribuzione: pneumatica                                          | Alimentazione: Ibrida Benzina-elettrico                                                                   | Alimentazione: Ibrida Benzina-elettrico                                                                   | Alimentazione: Ibrida Benzina-elettrico                                                                   |
| Accensione: elettronica Magneti Marelli statica                   | Accensione: elettronica Magneti Marelli statica                    | Accensione: elettronica Magneti Marelli statica                    | Impianto elettrico: Magneti Marelli                                                                       | Impianto elettrico: Magneti Marelli                                                                       | Impianto elettrico: Magneti Marelli                                                                       |
| Frizione: levetta posizionata sul volante                         | Frizione: levetta posizionata sul volante                          | Frizione: levetta posizionata sul volante                          | Cambio: longitudinale Mercedes, 8 marce + retromarcia, con comando semiautomatico elettronico sequenziale | Cambio: longitudinale Mercedes, 8 marce + retromarcia, con comando semiautomatico elettronico sequenziale | Cambio: longitudinale Mercedes, 8 marce + retromarcia, con comando semiautomatico elettronico sequenziale |
| Telaio                                                            |                                                                    |                                                                    | | | |
| Corpo vettura                                                     | in materiale composito a nido d'ape con fibra di carbonio          | in materiale composito a nido d'ape con fibra di carbonio          | in materiale composito a nido d'ape con fibra di carbonio                                                 | in materiale composito a nido d'ape con fibra di carbonio                                                 | in materiale composito a nido d'ape con fibra di carbonio                                                 |
| Sospensioni                                                       | anteriori: push-rod / posteriori: pull rod                         | anteriori: push-rod / posteriori: pull rod                         | anteriori: push-rod / posteriori: pull rod                                                                | anteriori: push-rod / posteriori: pull rod                                                                | anteriori: push-rod / posteriori: pull rod                                                                |
| Freni                                                             | anteriori: Freni a disco Brembo / posteriori: Freni a disco Brembo | anteriori: Freni a disco Brembo / posteriori: Freni a disco Brembo | anteriori: Freni a disco Brembo / posteriori: Freni a disco Brembo                                        | anteriori: Freni a disco Brembo / posteriori: Freni a disco Brembo                                        | anteriori: Freni a disco Brembo / posteriori: Freni a disco Brembo                                        |
| Pneumatici                                                        | Pirelli / Cerchi: O.Z da 13 in                                     | Pirelli / Cerchi: O.Z da 13 in                                     | Pirelli / Cerchi: O.Z da 13 in                                                                            | Pirelli / Cerchi: O.Z da 13 in                                                                            | Pirelli / Cerchi: O.Z da 13 in                                                                            |
| Prestazioni dichiarate                                            |                                                                    |                                                                    | | | |
| Consumi                                                           | 2kg/giro                                                           | 2kg/giro                                                           | 2kg/giro                                                                                                  | 2kg/giro                                                                                                  | 2kg/giro                                                                                                  |

## Carriera agonistica

### Test
La crisi finanziaria subita dalla Williams negli anni precedenti ha largamente inficiato lo sviluppo della FW42, che si è ritrovata a saltare le prime due giornate di test per via del fatto che la vettura non era stata completata in tempo, ed anche durante le prove pre-stagionali di Barcellona, la squadra si è dimostrata estremamente disorganizzata ed allo sbaraglio: al suo primo shakedown, la vettura ha completato soltanto 23 giri per mano del solo George Russell.

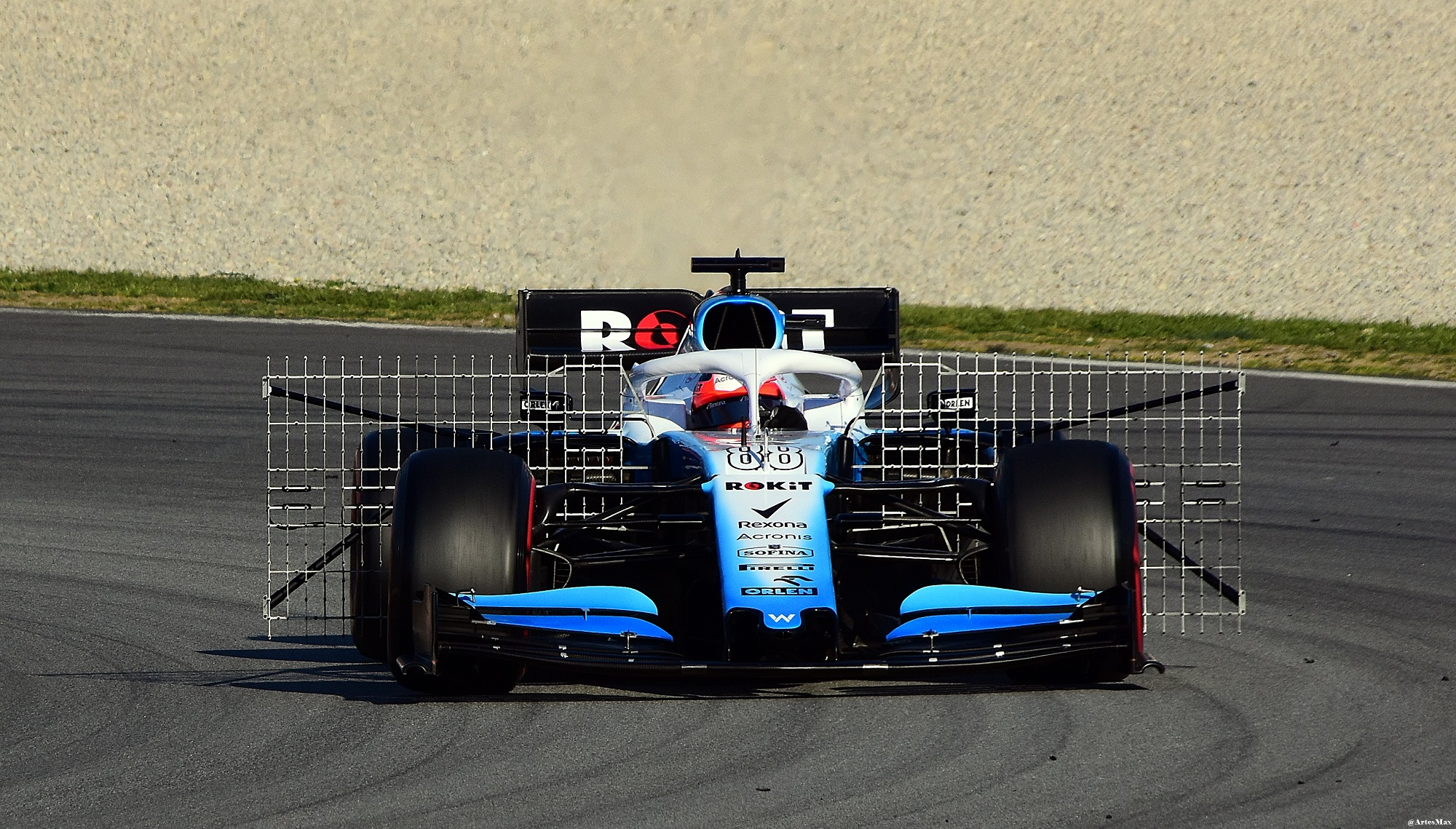
La FW42 di Kubica strumentata con aero rakes durante i test prestagionali di Barcellona

Nei giorni seguenti, sono stati eseguiti prevalentemente test aerodinamici, e la macchina ha potuto completare un limitatissimo numero di giri per colpa del suo sviluppo difficoltoso, una carenza di componenti, e in generale è stato fatto un lavoro frettoloso per via del ritardo con cui la Williams si è presentata all'appuntamento sul tracciato catalano.
A test conclusi, la FW42 ha potuto completare appena 567 giri, e il tempo migliore registrato era di ben due secondi più lento rispetto al giro veloce siglato dalla Ferrari SF90 di Sebastian Vettel. Non solo, rispetto agli altri team che lottavano a fondo griglia la Williams pagava un deficit di mezzo secondo.

### Stagione

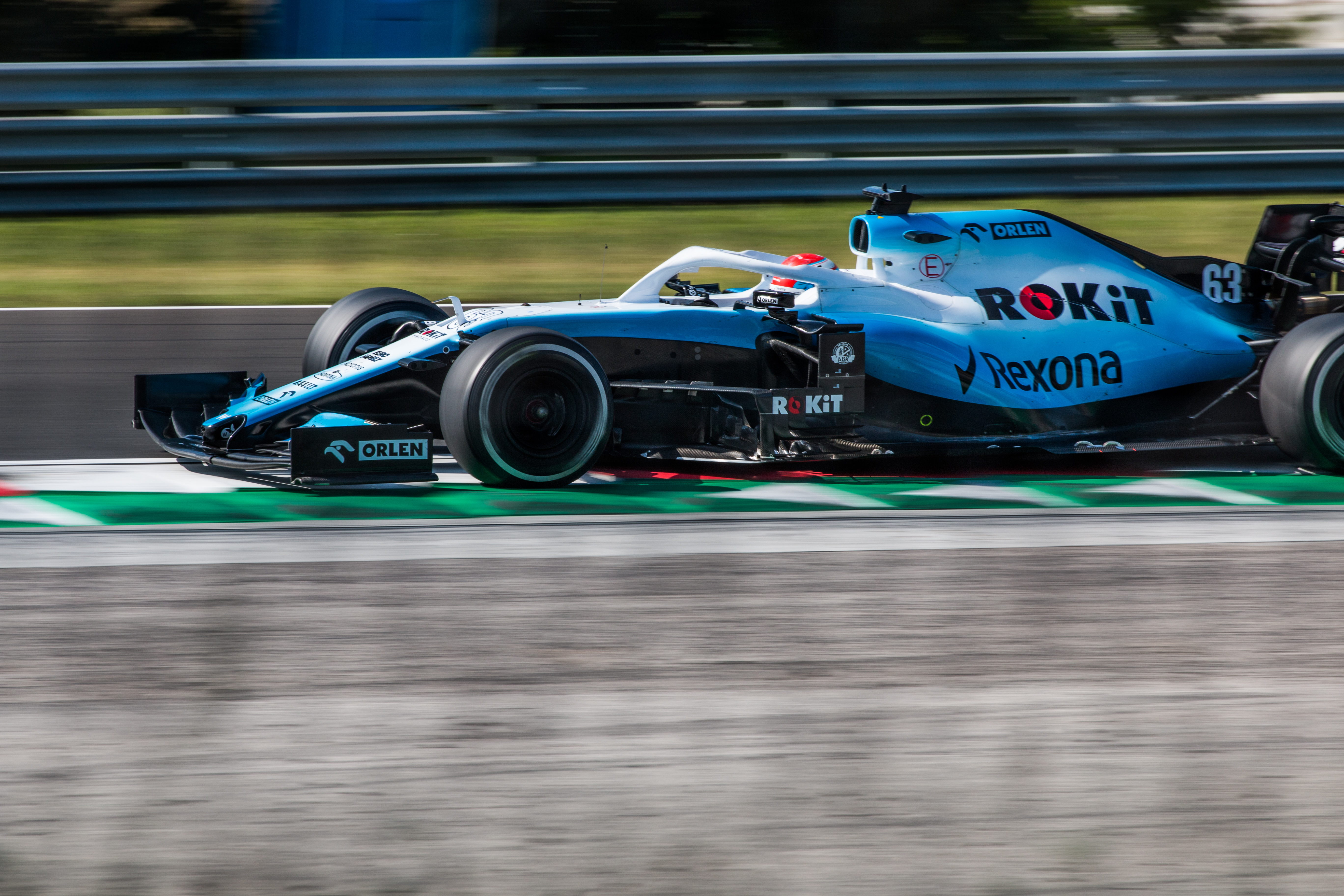
George Russell in azione durante il Gran Premio d'Ungheria

Il periodo buio della squadra non accenna a terminare neanche durante il campionato, tanto che a una settimana dal primo Gran Premio stagionale, il progettista Paddy Lowe lascia il suo incarico. La stagione inizia nel peggiore dei modi per il team che si presenta in ritardo in Australia dopo aver seriamente rischiato una clamorosa squalifica per alcune componenti illegali della vettura usate durante i test di Barcellona, Nonostante le modifiche che si sono dovute apportare, previa ammonizione da parte della FIA, la FW42 non migliora minimamente il proprio rendimento dai test pre-stagionali e il duo Russell-Kubica si qualifica in fondo al gruppo subendo un distacco di oltre un secondo e due decimi dalla McLaren di Carlos Sainz Jr. qualificatosi terz'ultimo. In gara non c'è storia, la Williams arranca ancora e chiude nelle ultime posizioni doppiata di due giri con Russell e di tre con Kubica. Nei successivi Gran Premi si ripetono sempre gli stessi risultati: Russell e Kubica subiscono distacchi di oltre un secondo in qualifica dalle vetture delle dirette rivali in campionato mentre in gara concludono sempre nelle ultime posizioni venendo talvolta. Come se non bastasse, la Williams ha dovuto ad un certo punto ammonire i piloti a guidare stando lontani dai cordoli per non danneggiare ulteriormente le vetture e non riuscire così a sopperire alla mancanza di ricambi che persiste dall'inizio della stagione. Il team anglosassone è riuscito a sopravanzare altre auto in gara per la prima volta solo al Gran Premio di Monaco con Russell che ha chiuso 15° riuscendo a tenere dietro le due Alfa Romeo e la Racing Point di Lance Stroll, per poi ripetersi anche in altre occasioni ma senza mai andare oltre il 14º posto finale; dopo 10 gare la Williams è mestamente ultima in classifica ed è l'unica scuderia a non aver ancora marcato punti, ottenendo la striscia più lunga di risultati negativi della storia del team che in precedenza si era fermata nel 2013 dopo 9 gare. Nonostante ciò, ad Hockenheim la Williams sorprende tutti facendo la gara dell'anno: alla domenica la pioggia piomba sul circuito condizionando l'andamento del Gran Premio e i due alfieri del team di Grove, partiti come sempre da fondo gruppo, approfittano dei numerosi ritiri che si susseguono per issarsi nelle posizioni di metà classifica. A pochi giri dal termine Kubica si ritrova, con stupore di tutti, al decimo posto dopo aver tratto vantaggio anche da un errore di Russell, ma nel finale perde la posizione venendo passato da un Lewis Hamilton che si trovava nella posizione di dover rimontare dopo un errore ai box; il polacco chiude dunque undicesimo, ma è nel dopo gara che avviene l'imprevedibile: le due Alfa Romeo, 7º e 8º al traguardo, vengono penalizzate di 30 secondi sul tempo di gara per aver utilizzato una mappatura non consentita dal regolamento. Kubica ottiene di conseguenza i primi punti iridati 8 anni, 8 mesi e 14 giorni dopo la sua ultima apparizione a punti che risaliva al Gran Premio di Abu Dhabi 2010, mentre la Williams torna in zona punti per la prima volta dopo il Gran Premio d'Italia 2018. 
Dopo questa gara, i risultati però tornano ad essere gli stessi delle gare precedenti e vanno sempre più di pari passo con la situazione economica proibitiva all' interno del team, toccando il punto più basso in stagione a Sochi dove, dopo l'incidente di Russell in gara, la scuderia richiama anche Kubica ai box con l'intento di preservare il più possibile le componenti della macchina che erano oramai decimate. Fatta eccezione per un 12º posto di Russell in Brasile, il campionato della Williams non riserva altri particolari acuti e si chiude con un altro decimo e ultimo posto nella classifica costruttori con il solo punto di Kubica in Germania come miglior risultato. 

## Piloti
| Piloti ufficiali       | Piloti ufficiali | Piloti ufficiali |
| Nazione                | Nome             | Numero           |
| ---------------------- | ---------------- | ---------------- |
| Regno Unito (bandiera) | George Russell   | 63               |
| Polonia (bandiera)     | Robert Kubica    | 88               |
| Piloti di riserva      |                  |                  |
| Nazione                | Nome             | Nome             |
| Canada (bandiera)      | Nicholas Latifi  | 40               |
| Regno Unito (bandiera) | Jamie Chadwick   | 55               |

## Risultati in Formula 1
| Anno | Team            | Motore   | Gomme | Piloti  |    |    |    |    |    |    |    |    |    |    |    |    |    |    |     |     |    |    |     |    |    | Punti | Pos. |
| ---- | --------------- | -------- | ----- | ------- | -- | -- | -- | -- | -- | -- | -- | -- | -- | -- | -- | -- | -- | -- | --- | --- | -- | -- | --- | -- | -- | ----- | ---- |
| 2019 | Williams Racing | Mercedes | P     | Russell | 16 | 15 | 16 | 15 | 17 | 15 | 16 | 19 | 18 | 14 | 11 | 16 | 15 | 14 | Rit | Rit | 16 | 16 | 17  | 12 | 17 | 1     | 10º  |
| 2019 | Williams Racing | Mercedes | P     | Kubica  | 17 | 16 | 17 | 16 | 18 | 18 | 18 | 18 | 20 | 15 | 10 | 19 | 17 | 17 | 16  | Rit | 17 | 18 | Rit | 16 | 19 | 1     | 10º  |